# Medvecky Peaks
Medvecky Peaks är en bergstopp i Antarktis. Den ligger i Östantarktis. Australien gör anspråk på området. Toppen på Medvecky Peaks är 671 meter över havet.
Terrängen runt Medvecky Peaks är platt åt nordost, men åt sydväst är den kuperad. Trakten är obefolkad. Det finns inga samhällen i närheten.